# Atlanta Fulton County Stadium
L'Atlanta Fulton County Stadium, inaugurato con il nome di Atlanta Stadium, successivamente noto come Fulton County Stadium e soprannominato The Launching Pad, è stato uno stadio polivalente situato ad Atlanta, nello Stato della Georgia, Stati Uniti.
Ha ospitato le partite casalinghe degli Atlanta Braves (squadra di baseball che milita nella Major League Baseball), degli Atlanta Falcons (squadra di football americano militante nella National Football League), degli Atlanta Chiefs (squadra calcistica che apparteneva alla ormai defunta North American Soccer League) e dal 1971 al 1992 ha ospitato il Peach Bowl, partita di football americano valevole per i playoff universitari della NCAA.
È stato costruito seguendo la corrente architettonica degli impianti polifunzionali sviluppata negli Stati Uniti a partire dagli anni sessanta. Sulla stessa idea sono stati edificati il RFK Stadium di Washington D.C., il Kingdome di Seattle, il Metrodome di Minneapolis, il Candlestick Park di San Francisco e molti altri.
Inaugurato il 9 aprile 1965 e demolito il 2 agosto 1997, è stato sostituito rispettivamente dal Turner Field per il baseball e dal Georgia Dome per il football.

## Storia

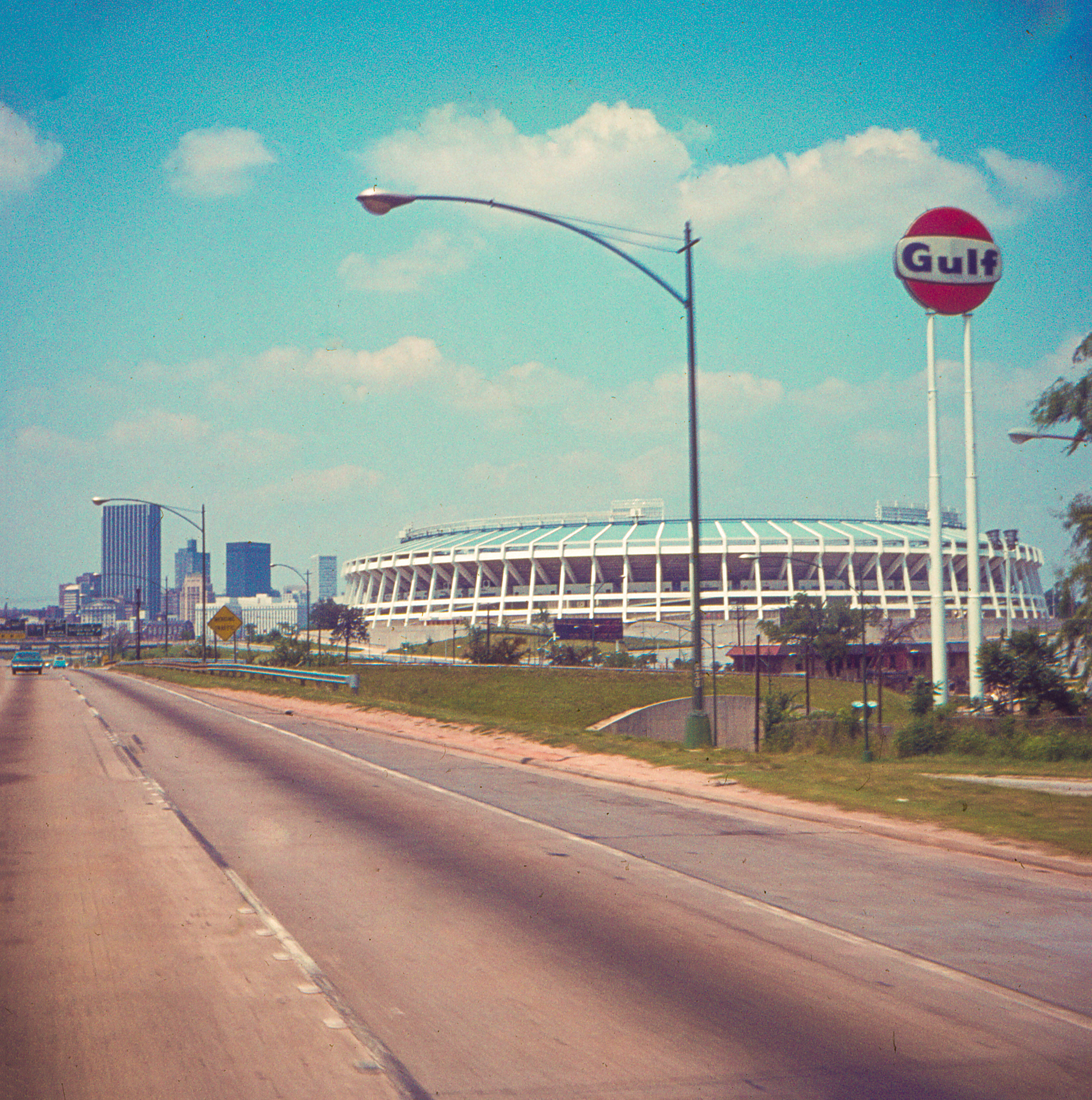
L'esterno dello stadio fotografato dalla vicina autostrada nel 1971.

Lo stadio è stato costruito con l'intenzione di invogliare una delle squadre partecipanti al campionato di Major League Baseball a trasferirsi nella città di Atlanta che fino a quel momento era priva di una rappresentativa nella massima serie.
Durante la campagna elettorale del 1961, l'allora candidato sindaco Ivan Allen, Jr., propose di costruire un impianto sportivo polifunzionale collocandolo nel quartiere di Washington–Rawson, periferia poco rigogliosa a sud della città. I primi tentativi di acquisire un team avvennero grazie a Charlie Finley, proprietario dei Kansas City Athletics (diventati successivamente Oakland Athletics) che iniziò a delineare il progetto dello stadio insieme ad Allen, ma l'affare non si concluse perché nel 1963 la lega non ne approvò il trasferimento finale. Il lieto annuncio arrivò solamente l'anno successivo quando i Milwaukee Braves (diventati successivamente Atlanta Braves) decisero di trasferirsi nella città della Georgia a partire dalla stagione 1965, ma per motivi legali rimasero a Milwaukee ulteriormente un anno.
Il cantiere venne aperto il 15 aprile 1964 e prevedeva un costo totale di 18 milioni di dollari. I lavori finirono il 9 aprile del 1965 e la prima partita venne giocata la sera stessa tra i Braves e i Detroit Tigers. Lo stadio venne inaugurato con il nome di "Atlanta Stadium" e nel 1976, dopo che Ted Turner acquistò la squadra dei Braves, divenne definitivamente "Atlanta Fulton County Stadium".
A partire dalla sua apertura lo stadio ha ospitato le principali squadre della città; dal 1966 al 1991 gli Atlanta Falcons militanti nella NFL giocarono su questo campo prima di trasferirsi nel nuovo Georgia Dome aperto nel 1992. I già citati Atlanta Braves giocarono qui dal 1966 al 1996 e dopo la conclusione delle olimpiadi si trasferirono a pochi metri di distanza andando ad occupare l'ex stadio olimpico convertito in stadio da baseball, il Turner Field.

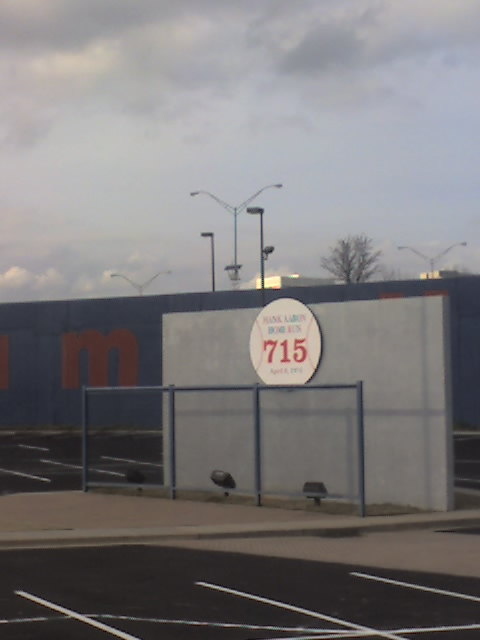
La location nella quale Hank Aaron colpì il suo 715º home run della carriera.

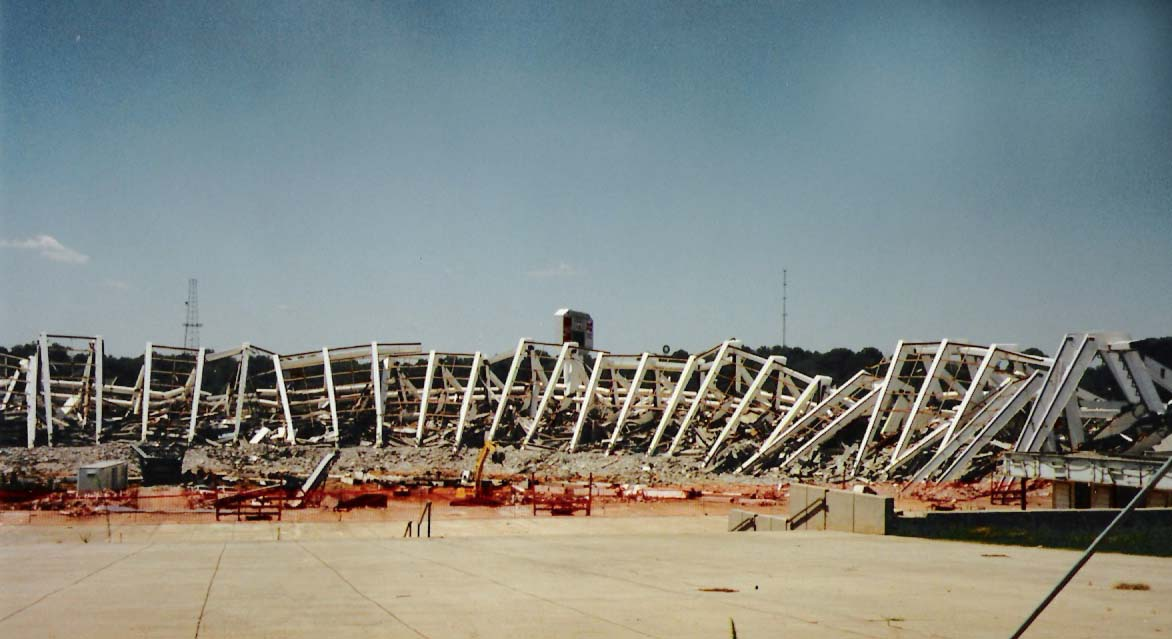
I resti della struttura dopo la demolizione avvenuta nel 1997.

### Demolizione
Durante la XXVI Olimpiade svoltasi ad Atlanta, le partite di baseball sono state giocate qui e alla conclusione dei giochi si pensava di salvare l'impianto da una demolizione inevitabile convertendo il campo di gioco per farlo diventare uno stadio di calcio permanente; il progetto non venne approvato e l'impianto fu demolito tramite implosione il 7 agosto 1997.
Al suo posto è stato costruito un parcheggio per il vicino Turner Field e tuttora è visibile il perimetro originale del campo sul quale Hank Aaron colpì il suo 715 fuoricampo della carriera l'8 aprile 1974; il punto il cui cadde la pallina è evidenziato da una placca commemorativa.

## Capienza
Di seguito viene riportata la capienza durante i rispettivi anni:
Baseball
- 51,500 (1965)
- 50,893 (1966–1967)
- 51,383 (1968–1971)
- 52,744 (1972–1975)
- 52,870 (1974–1975)
- 51,556 (1976–1978)
- 52,194 (1979–1981)
- 52,785 (1982)
- 52,934 (1983)
- 53,046 (1985)
- 52,006 (1986)
- 52,003 (1987–1989)
- 52,007 (1989–1991)
- 52,013 (1992–1994)
- 52,710 (1995)
- 52,769 (1996)

Football
- 56,990 (1965)
- 58,850 (1965–1977)
- 60,763 (1978–1984)
- 59,709 (1985–1986)
- 59,643 (1987–1996)

## Usi secondari
Durante la sua storia l'impianto ha ospitato anche eventi al di fuori di partite sportive per esempio il 18 agosto 1965, i Beatles, si sono esibiti nel unico concerto dal vivo realizzato ad Atlanta in occasione del loro tour americano del 1965. Nel 1966 i sostenitori della Guerra del Vietnam organizzarono qui un raduno di preghiera in cui l'ex segretario degli Stati Uniti Dean Rusk tenne un discorso. Tra il 1977 e 1986 e successivamente tra il 1989 e il 1992 vennero corse delle gare di motocross valevoli per il campionato AMA Supercross Championship.

## Galleria d'immagini

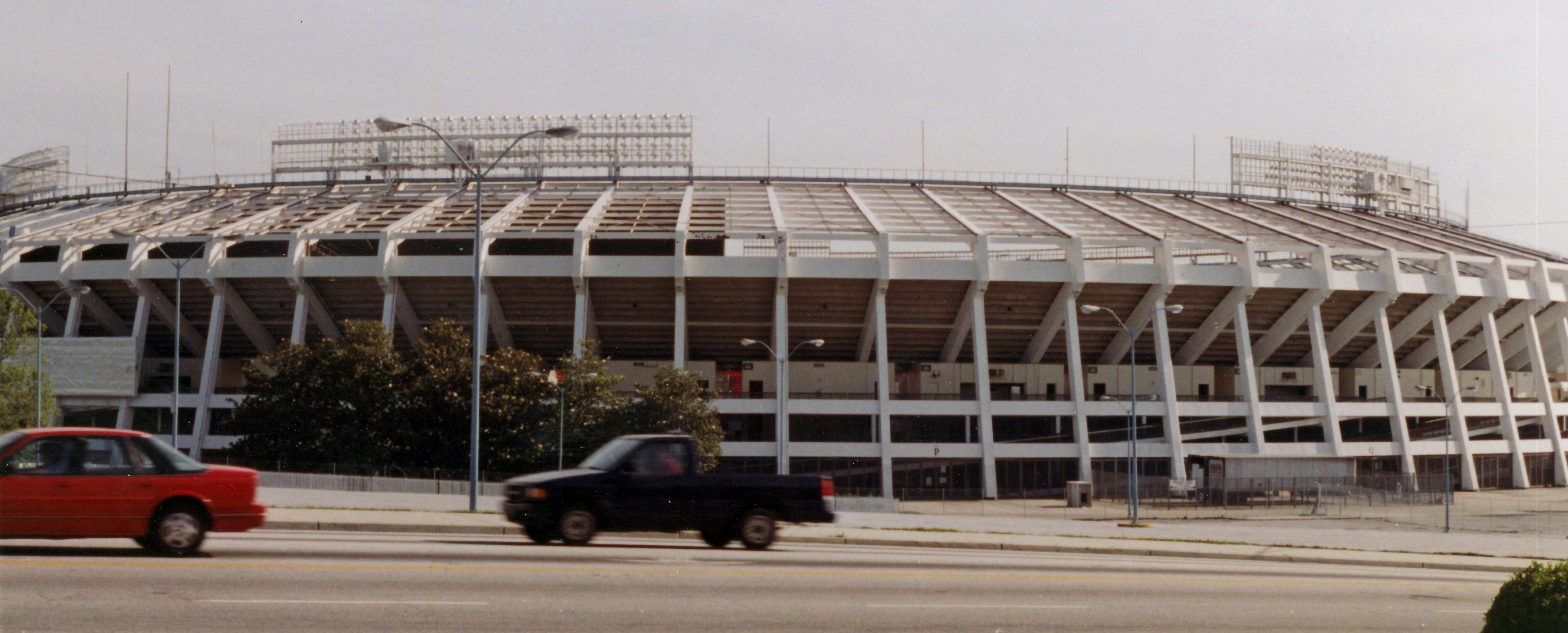
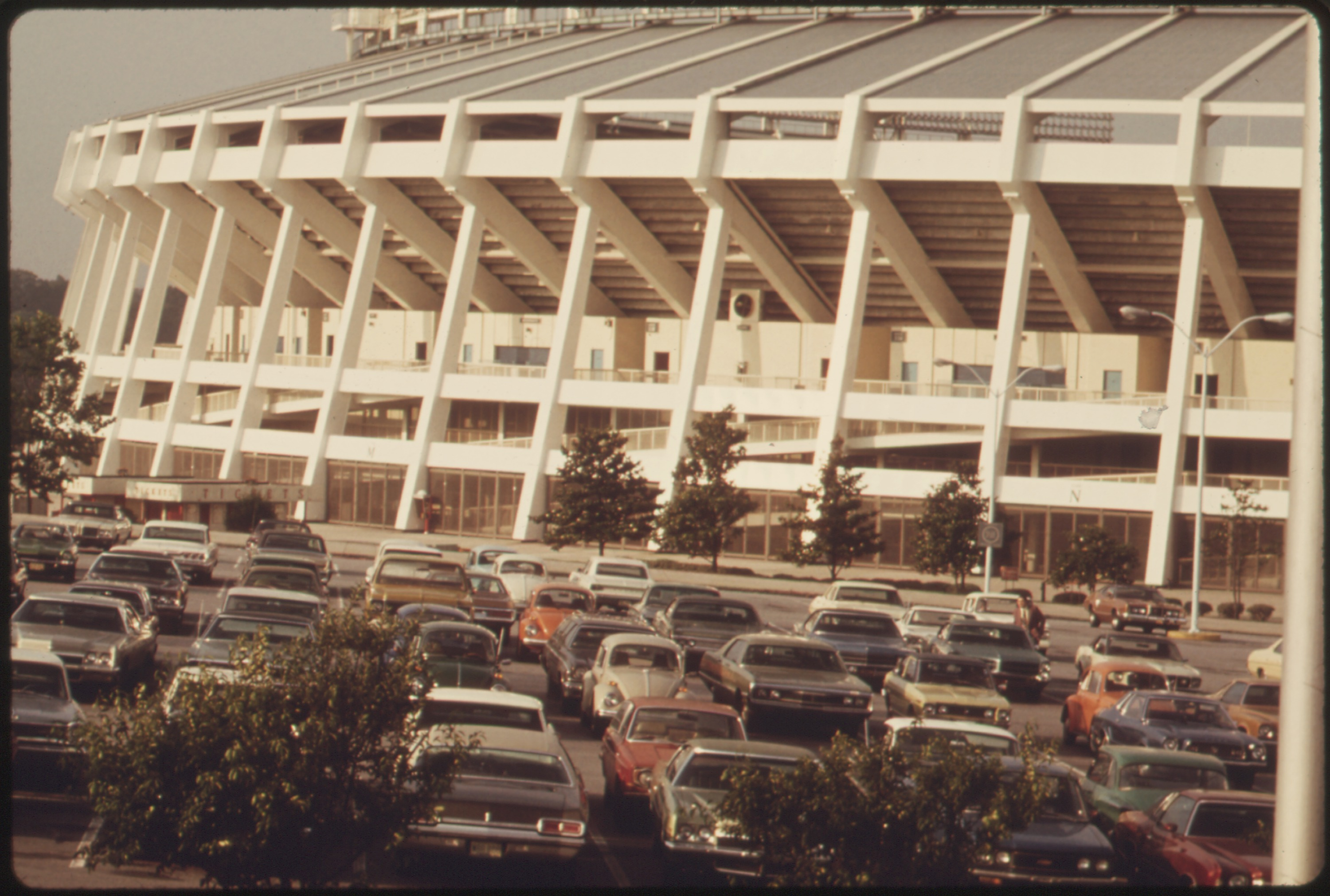
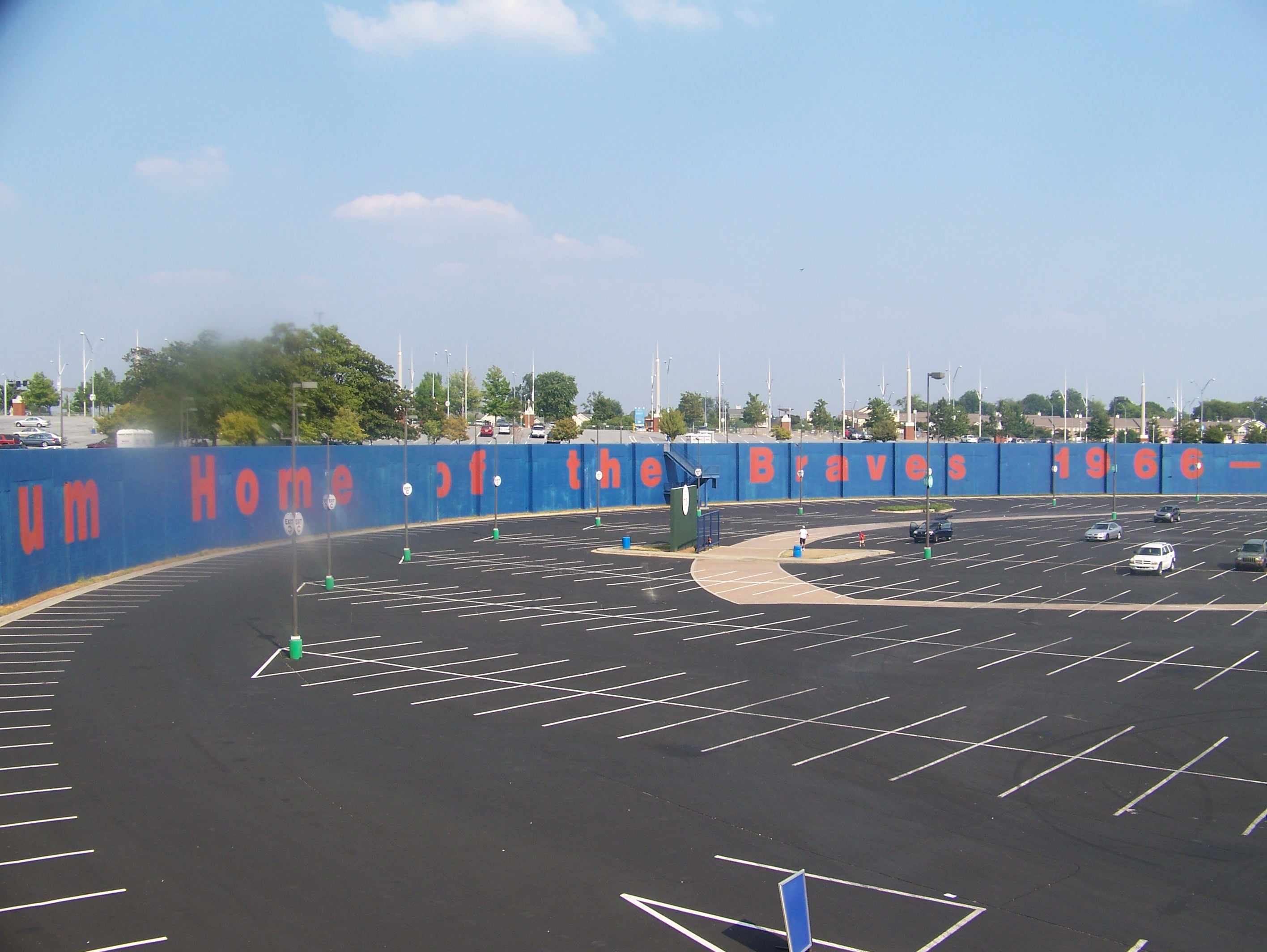